# Draadgentiaan-associatie
De draadgentiaan-associatie (Cicendietum filiformis) is een associatie uit het dwergbiezen-verbond (Nanocyperion). Het is een plantengemeenschap met vooral eenjarige vaatplanten, bladmossen en levermossen, die zowel in duingebieden aan de kust als in vochtige heidegebieden in het binnenland voorkomt.
Deze associatie is door haar hoge diversiteit aan plantensoorten, waaronder een aantal zeldzame soorten planten, van bijzonder belang voor het natuurbeheer.

## Naamgeving en codering
| Radiolo-Cicendietum filiformis (Allorge 1922) Julve 1993                           |
| Radiolo linoidis-Cicendietum filiformis (Allorge 1922) De Foucault 1984 nom. ined. |

- Syntaxoncode voor Nederland (rVvN): r29Aa01
- Natura2000-habitattypecode (EU-code): H3132
- Corine biotope : 22.323 - Communautés naines à Juncus bufonius

De wetenschappelijke naam Cicendietum filiformis is afgeleid van de botanische naam van de belangrijkste kensoort, draadgentiaan (Cicendia filiformis).

## Fysiognomie
De draadgentiaan-associatie omvat zeer open, laagblijvende pioniervegetatie die is opgebouwd uit een kruidlaag en moslaag. Wel kunnen er kleine houtige gewassen zoals kruipwilg, die frequent voorkomt, optreden.
In de kruidlaag zijn laagblijvende, eenjarige planten (therofyten) als de draadgentiaan bepalend.
De moslaag is zeer divers, met overwegend kortlevende mossen met een korte levenscyclus.

## Ecologie
Deze plantengemeenschap is kenmerkend voor open, vochtige, zand- of leemgronden die in de winter onder water komen te staan en in de zomer op zijn minst vochtig blijven. In het binnenland zijn dat depressies in vochtige heidegebieden en beekdalen, plagplaatsen, karrensporen, vee- en wandelpaden, en oevers van vennen met wisselende waterstand. Aan de kust gaat het over door de mens beïnvloede standplaatsen in kalkarme duinen, langs de oever van duinmeren, maar ook op de overgang tussen duinen en kwelder.
De bodem is in de regel matig voedselarm tot matig voedselrijk, zwak zuur tot neutraal, kalkarm, en verdicht door de wisselende waterstanden en/of betreding of berijding. De hoge grondwaterstand in de zomer wordt dikwijls gegarandeerd door een nabijgelegen hoogte als een duinmassief of een beekdalflank.

## Subassociaties in Nederland en Vlaanderen
Van de draadgentiaan-associatie worden in Nederland en Vlaanderen twee subassociaties onderscheiden.

### Subassociatie met dwergbloem
Een subassociatie met dwergbloem (Cicendietum filiformis centunculetosum) met als belangrijkste begeleidende soorten dwergbloem (Centunculus minimus), liggende vetmuur, witte klaver, zilverschoon, vertakte leeuwentand, gewone brunel en gewoon puntmos komt vooral voor op niet te natte, basenrijke en veel betreden standplaatsen.
Aan de kust vinden we deze subassociatie op de grens van kwelder naar kalkarme duinen, langs paadjes en karrensporen en op afgeplagde plaatsen in secundaire duinvalleien en oudere primaire duinvalleien. In het binnenland is ze te vinden op gelijkaardige plaatsen in vochtige heidegebieden.
De syntaxoncode voor Nederland (rVvN) is r29Aa01a.

### Subassociatie met knolrus
Een subassociatie met knolrus (Cicendietum filiformisals juncetosum) met als belangrijkste begeleidende soorten knolrus (Juncus bulbosus), egelboterbloem, moerasstruisgras, waterpostelein en grof goudkorrelmos, die voorkomt in periodiek droogvallende depressies, oevers van matig voedselrijke vennen en duinmeren en plagplaatsen in vochtige heide. De syntaxoncode voor Nederland (rVvN) is r29Aa01b.

## Verspreiding
De draadgentiaan-associatie heeft een verspreidingsgebied in atlantisch- en subatlantisch Europa, met West-Frankrijk als centrum en minder divers naar het oosten toe.
In Nederland is deze associatie zeldzaam en beperkt tot de Pleistocene districten (Drents-, Gelders-, Kempens-, Subcentreuroop- en Vlaams district) en hier en daar in het kustgebied.
In België is ze bekend van het voormalig militair domein Vloethemveld in Zedelgem, West-Vlaanderen.

## Diagnostische taxa voor Nederland en Vlaanderen

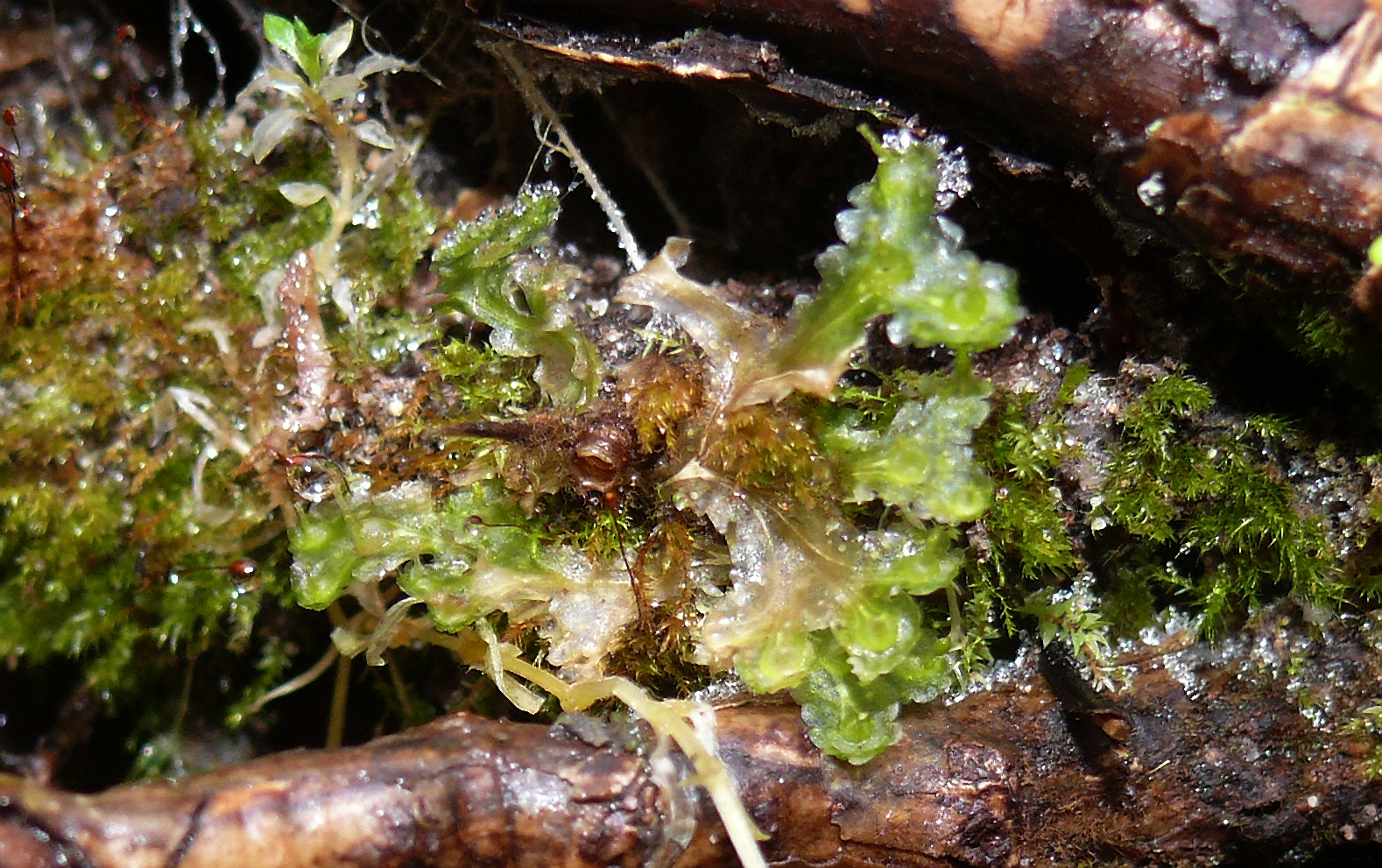
Gewoon broedpeermos

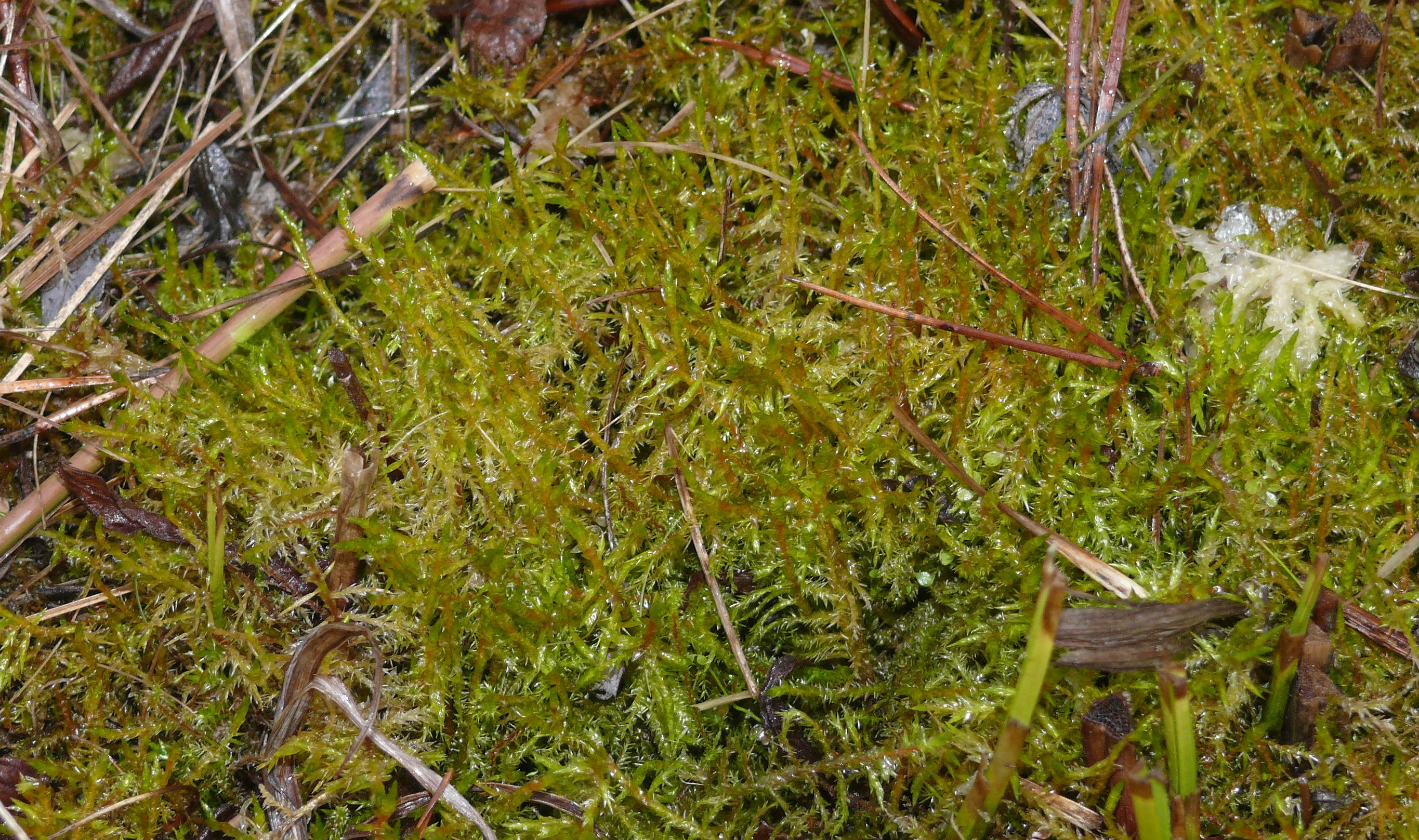
Gewoon puntmos

De draadgentiaan-associatie heeft in Nederland en Vlaanderen als belangrijkste kensoorten de draadgentiaan, dwergrus en wijdbloeiende rus, en verder een aantal bijzondere en zeldzame mossoorten als het oermos, kropgoudkorrelmos, hol moerasvorkje en het uiterst zeldzame mijtermos. Ook het dwergvlas, de dwergbloem en de borstelbies (alle kensoorten van het verbond) zijn in deze vegetatie frequent aanwezig, naast de greppelrus, een kensoort voor de klasse.
Ze onderscheidt zich van de andere associaties binnen het verbond door de aanwezigheid van kruipwilg, gewone waternavel, kleine leeuwentand en geelhartje, en verder door een aantal zeggen als de dwergzegge, de drienervige zegge en de zeegroene zegge.
In de onderstaande synoptische tabel staan de belangrijkste ken- en begeleidende plantentaxa van de draadgentiaan-associatie voor Nederland en Vlaanderen.

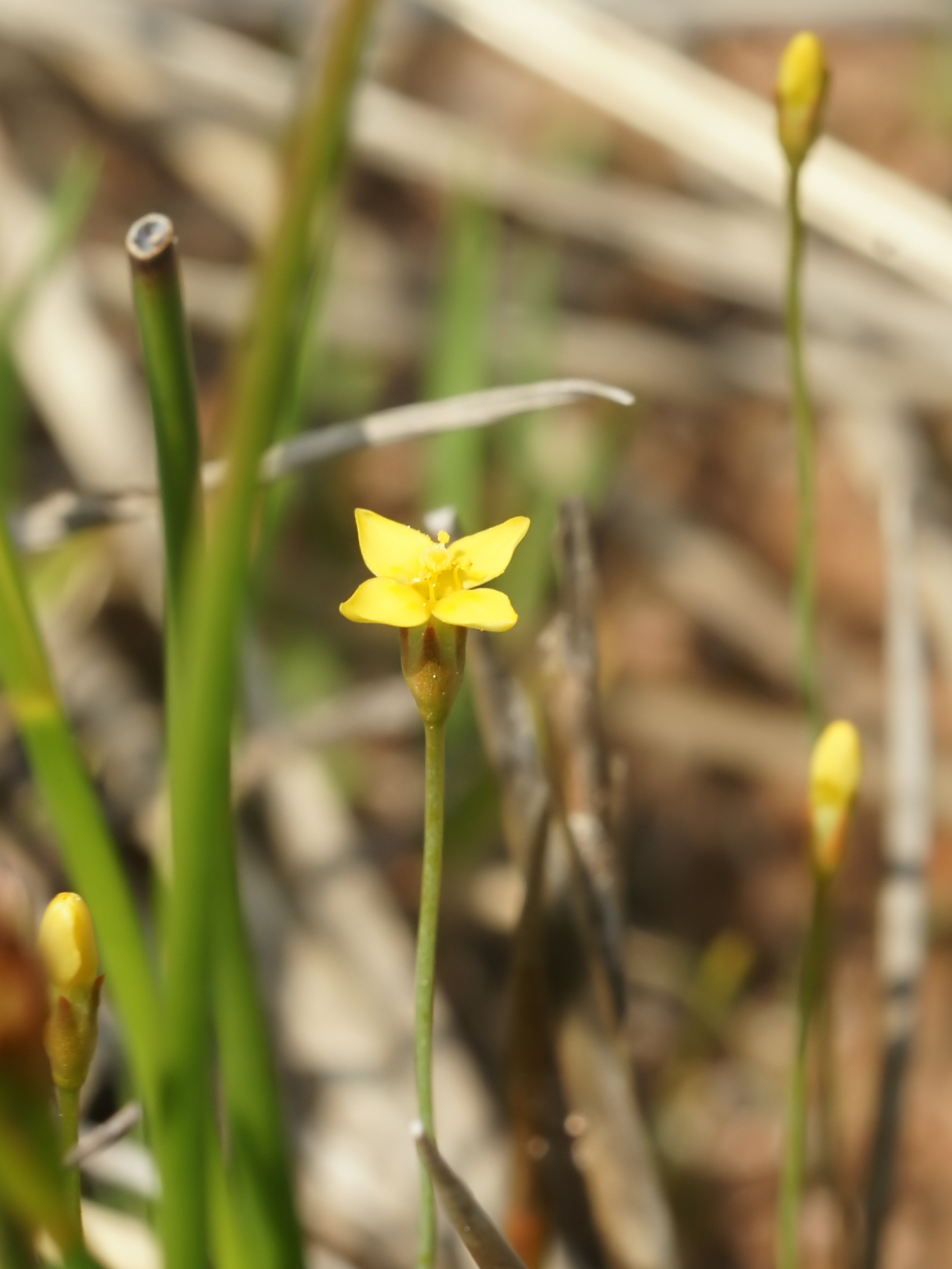
Draadgentiaan

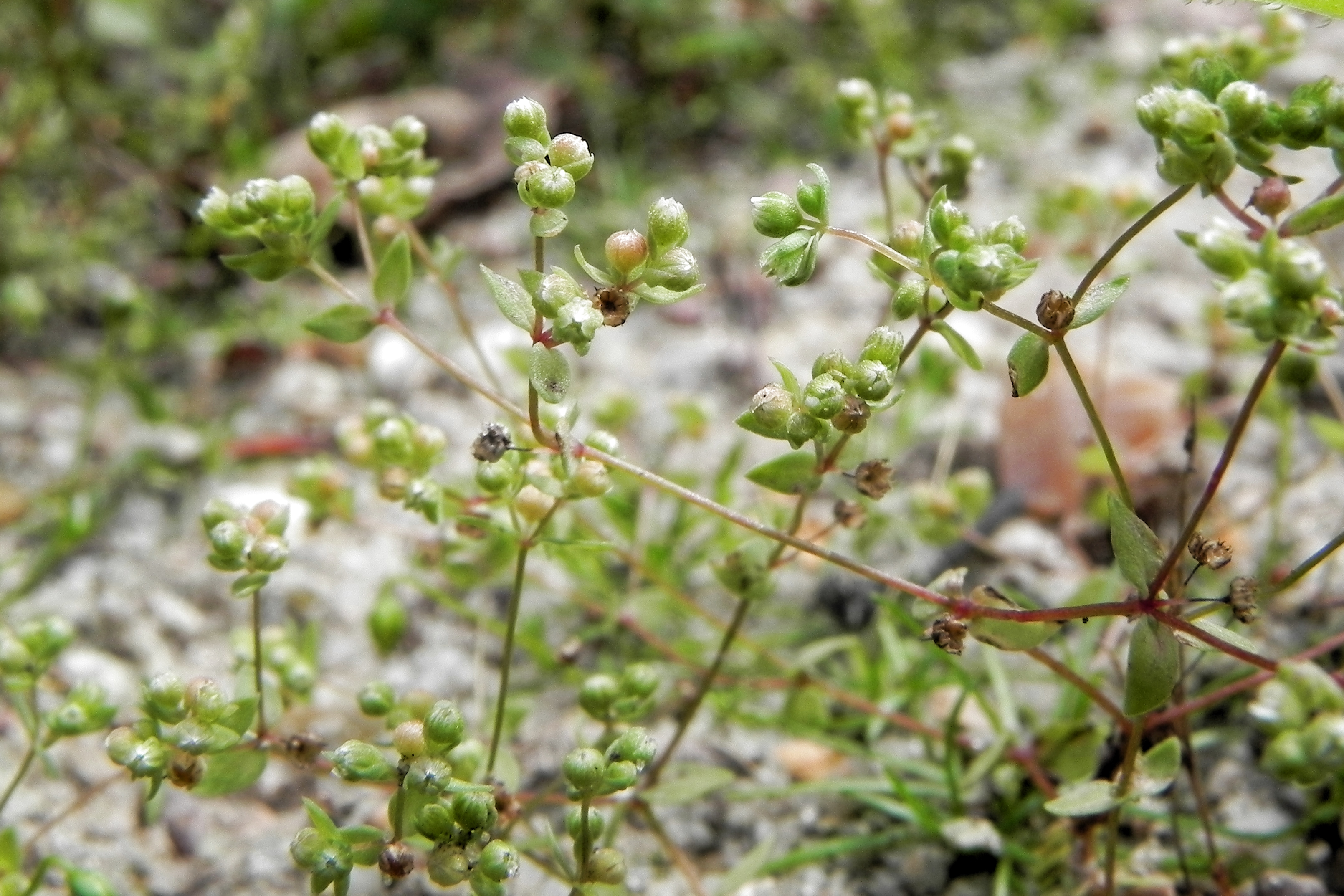
Dwergvlas

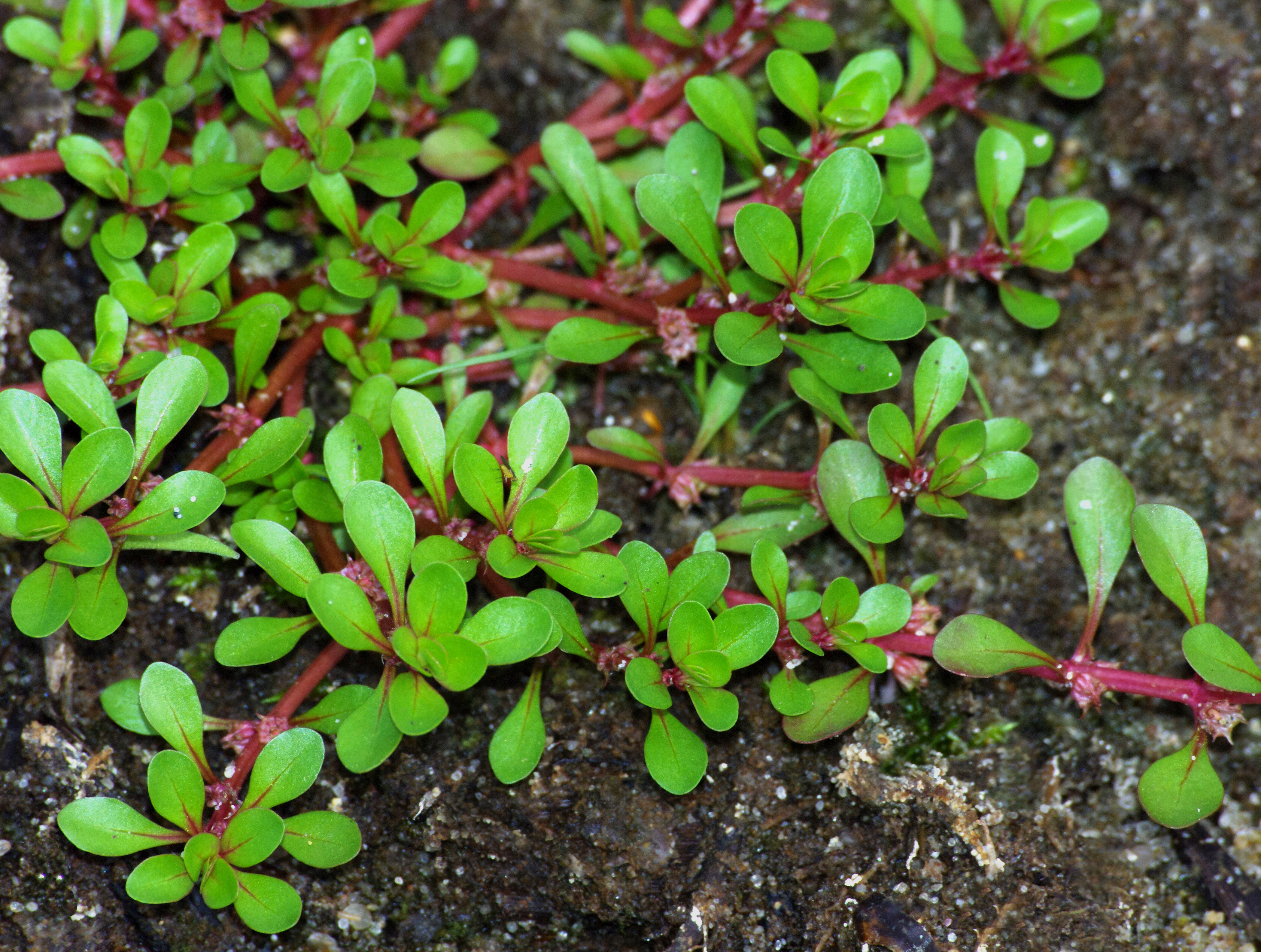
Waterpostelein

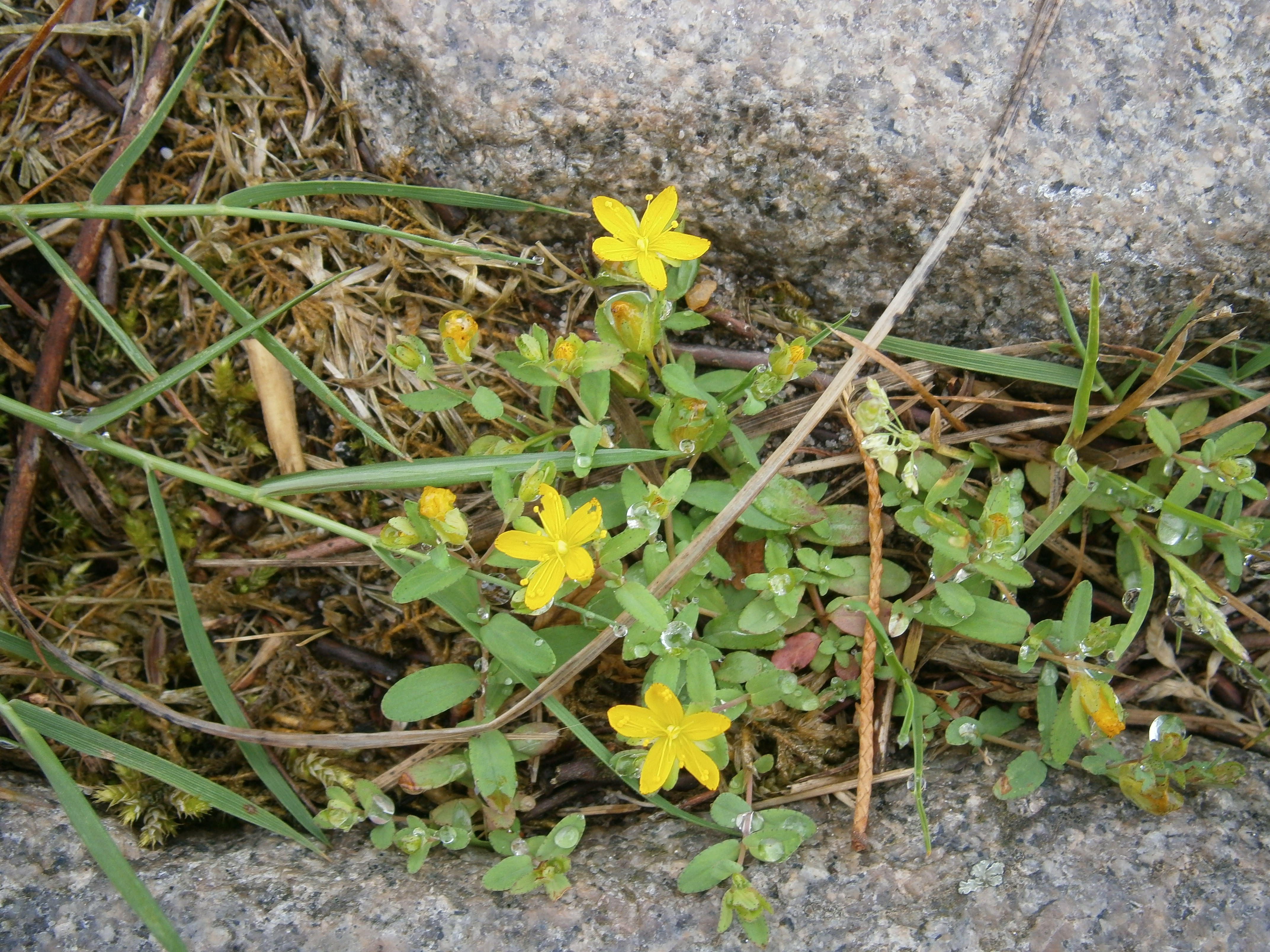
Liggend hertshooi

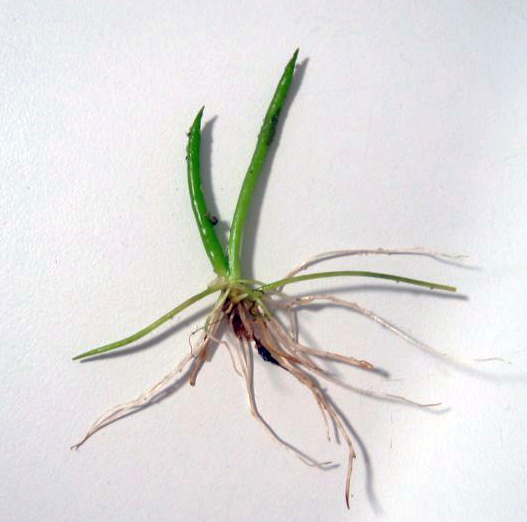
Oeverkruid

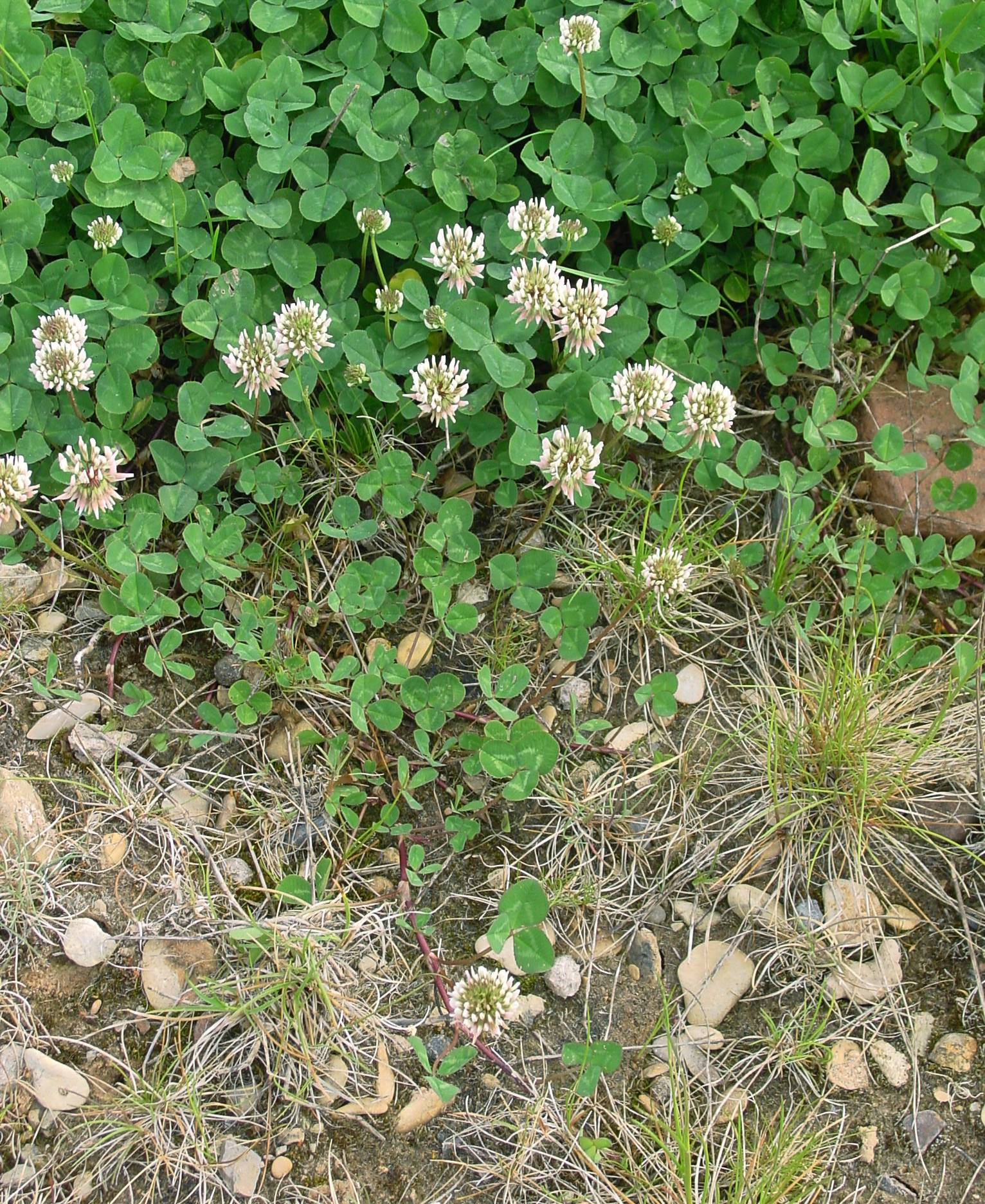
Witte klaver

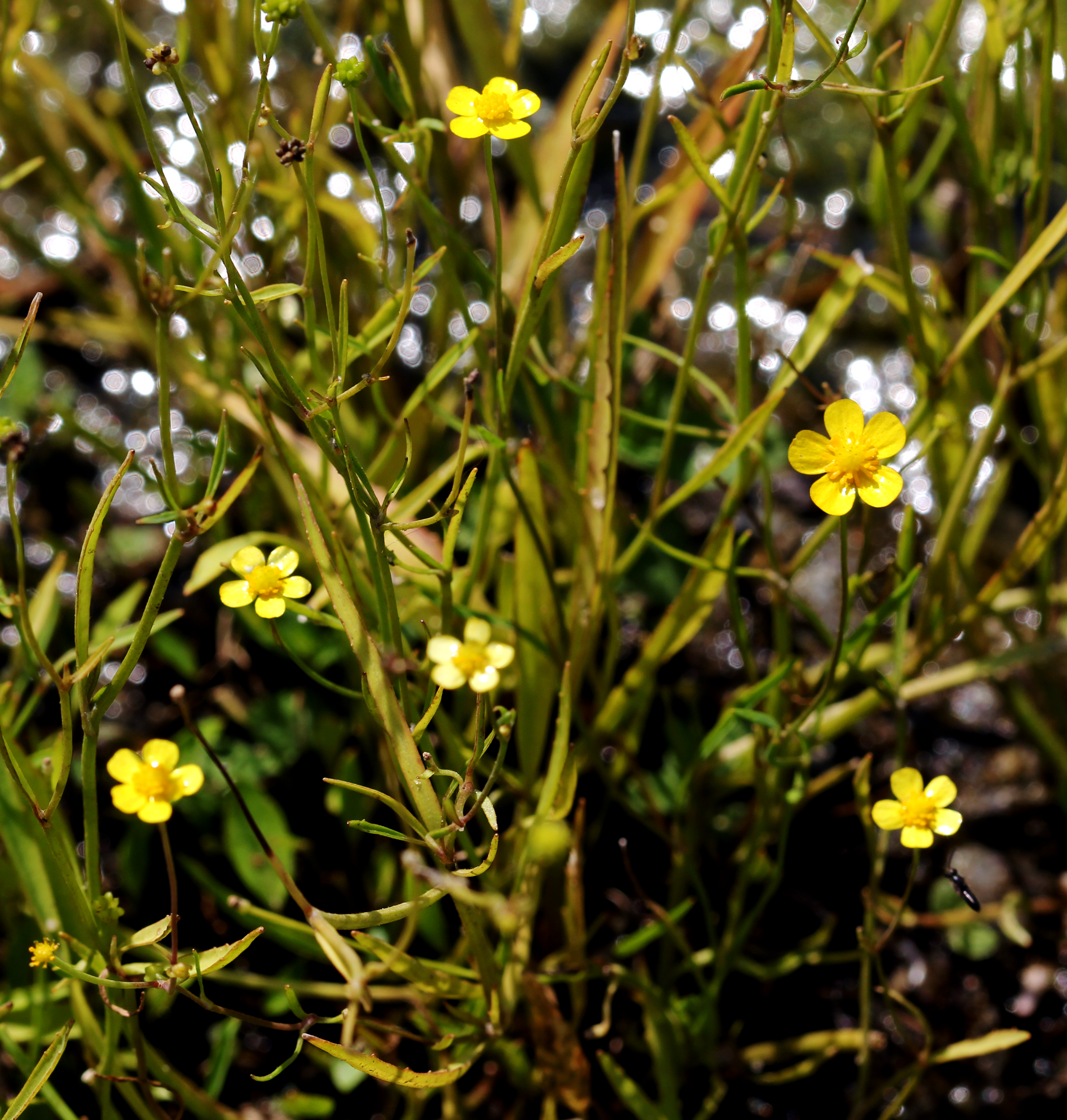
Egelboterbloem

Kruidlaag
| Kentaxon | Diff.soort | Abundantie | Triviale naam         | Botanische naam                  | Opmerking                    |
| -------- | ---------- | ---------- | --------------------- | -------------------------------- | ---------------------------- |
| kA       | exclusief  | O          | draadgentiaan         | Cicendia filiformis              |                              |
| kA       |            | O/Z        | dwergrus              | Juncus pygmaeus                  |                              |
| kA       |            | O/Z        | wijdbloeiende rus     | Juncus tenageia                  |                              |
| kV       |            | A/O        | dwergvlas             | Radiola linoides                 |                              |
| kV       | dS         | A/O        | dwergbloem            | Centunculus minimus              | subassociatie met dwergbloem |
| kV       |            | D          | borstelbies           | Isolepis setacea                 |                              |
| kV       |            | O          | waterpostelein        | Lythrum portula                  |                              |
| kV       |            | Z          | liggend hertshooi     | Hypericum humifusum              |                              |
| kO       |            | F/O        | moerasdroogbloem      | Gnaphalium uliginosum            |                              |
| kK       |            | A          | greppelrus            | Juncus bufonius                  |                              |
| kK       |            | Z          | koprus                | Juncus capitatus                 |                              |
|          | dS         | A          | liggende vetmuur      | Sagina procumbens                | subassociatie met dwergbloem |
|          | dS         | A          | witte klaver          | Trifolium repens                 | subassociatie met dwergbloem |
|          | dS         | F          | zilverschoon          | Potentilla anserina              | subassociatie met dwergbloem |
|          | dS         | F          | vertakte leeuwentand  | Leontodon autumnalis             | subassociatie met dwergbloem |
|          | dS         | O          | gewone brunel         | Prunella vulgaris                | subassociatie met dwergbloem |
|          | dS         | A          | egelboterbloem        | Ranunculus flammula              | subassociatie met knolrus    |
|          | dS         | F          | knolrus               | Juncus bulbosus                  | subassociatie met knolrus    |
|          | dS         | O          | moerasstruisgras      | Agrostis canina                  | subassociatie met knolrus    |
|          | dS         | O          | wolfspoot             | Lycopus europaeus                | subassociatie met knolrus    |
|          | dS         | O          | oeverkruid            | Littorella uniflora              | subassociatie met knolrus    |
|          |            | A          | zomprus               | Juncus articulatus               |                              |
|          |            | A          | fioringras            | Agrostis stolonifera             |                              |
|          | dA         | F          | gewone waternavel     | Hydrocotyle vulgaris             |                              |
|          | dA         | F          | dwergzegge            | Carex viridula                   |                              |
|          | dA         | F          | kruipwilg             | Salix repens                     |                              |
|          |            | F          | gestreepte witbol     | Holcus lanatus                   |                              |
|          |            | O          | tormentil             | Potentilla erecta                |                              |
|          |            | O          | moeraswalstro         | Galium palustre                  |                              |
|          |            | O          | straatgras            | Poa annua                        |                              |
|          |            | O          | moerasrolklaver       | Lotus pedunculatus               |                              |
|          | dA         | O          | kleine leeuwentand    | Leontodon saxatilis              |                              |
|          |            | O          | getande weegbree      | Plantago major subsp. intermedia |                              |
|          | dA         | O          | drienervige zegge     | Carex trinervis                  |                              |
|          | dA         | O          | armbloemige waterbies | Eleocharis quinqueflora          |                              |
|          |            | O          | grote kattenstaart    | Lythrum salicaria                |                              |
|          |            | O          | kruipende boterbloem  | Ranunculus repens                |                              |
|          |            | O          | watermunt             | Mentha aquatica                  |                              |
|          | dA         | O          | zeegroene zegge       | Carex flacca                     |                              |
|          |            | O          | pijpenstrootje        | Molinia caerulea                 |                              |
|          |            | O          | gewone dophei         | Erica tetralix                   |                              |
|          | dA         | O          | geelhartje            | Linum catharticum                |                              |
|          |            | O          | kale jonker           | Cirsium palustre                 |                              |
|          |            | O          | blauwe zegge          | Carex panicea                    |                              |
|          |            | O          | zandzegge             | Carex arenaria                   |                              |
|          |            | O          | stijve ogentroost     | Euphrasia stricta                |                              |
|          |            | O          | gewoon struisgras     | Agrostis capillaris              |                              |
|          |            | O          | geelgroene zegge      | Carex demissa                    |                              |
|          |            | O          | grote weegbree        | Plantago major                   |                              |

Moslaag
| Kentaxon | Diff.soort | Abundantie | Triviale naam           | Botanische naam                  | Opmerking                    |
| -------- | ---------- | ---------- | ----------------------- | -------------------------------- | ---------------------------- |
| kA       |            | Z          | hol moerasvorkje        | Riccardia incurvata              |                              |
| kA       |            | Z          | zandschoffelmos         | Scapania irrigua                 |                              |
| kA       |            | Z          | kropgoudkorrelmos       | Fossombronia incurva             |                              |
| kA       |            | Z          | oermos                  | Archidium alternifolium          |                              |
| kA       |            | Z          | mijtermos               | Haplomitrium hookeri             |                              |
| kA       |            | Z          | violet trapmos          | Lophozia capitata                |                              |
| kV       |            | O/Z        | grof goudkorrelmos      | Fossombronia foveolata           |                              |
| kV       |            | Z          | gewoon broedpeermos     | Pohlia annotina                  |                              |
| kV       |            | Z          | bolletjespeermos        | Pohlia bulbifera                 |                              |
| kV       |            | Z          | gestekeld goudkorrelmos | Fossombronia wondraczekii        |                              |
| kV       |            | Z          | flesjesmos              | Blasia pusilla                   |                              |
| kV       |            | Z          | korreltjespeermos       | Pohlia camptotrachela            |                              |
| kV       |            | Z          | ongenerfd eendagsmos    | Ephemerum serratum var. serratum |                              |
|          | dS         | F          | gewoon puntmos          | Calliergonella cuspidata         | subassociatie met dwergbloem |
|          |            | O/Z        | gedraaid knikmos        | Bryum capillare                  |                              |

## Bedreiging en bescherming
Regelmatige overstromingen, betreding door dieren en mensen, berijding en terugkerende werkzaamheden als plaggen zorgen ervoor dat de vegetatie open blijft en deze pioniersgemeenschap zich elk jaar opnieuw kan ontwikkelen.
Wanneer deze activiteiten ophouden, zal ze overgroeid raken en verder evolueren naar natte heide, heischrale graslanden of blauwgraslanden, of, aan de kust, naar gemeenschappen van het oeverkruid-verbond.
De eenvoudigste manier om deze vegetatie te behouden of doen weerkeren, is het plaggen van de bodem in vochtige heidegebieden, en het schonen van vennen en duinmeren.

## Fotogalerij

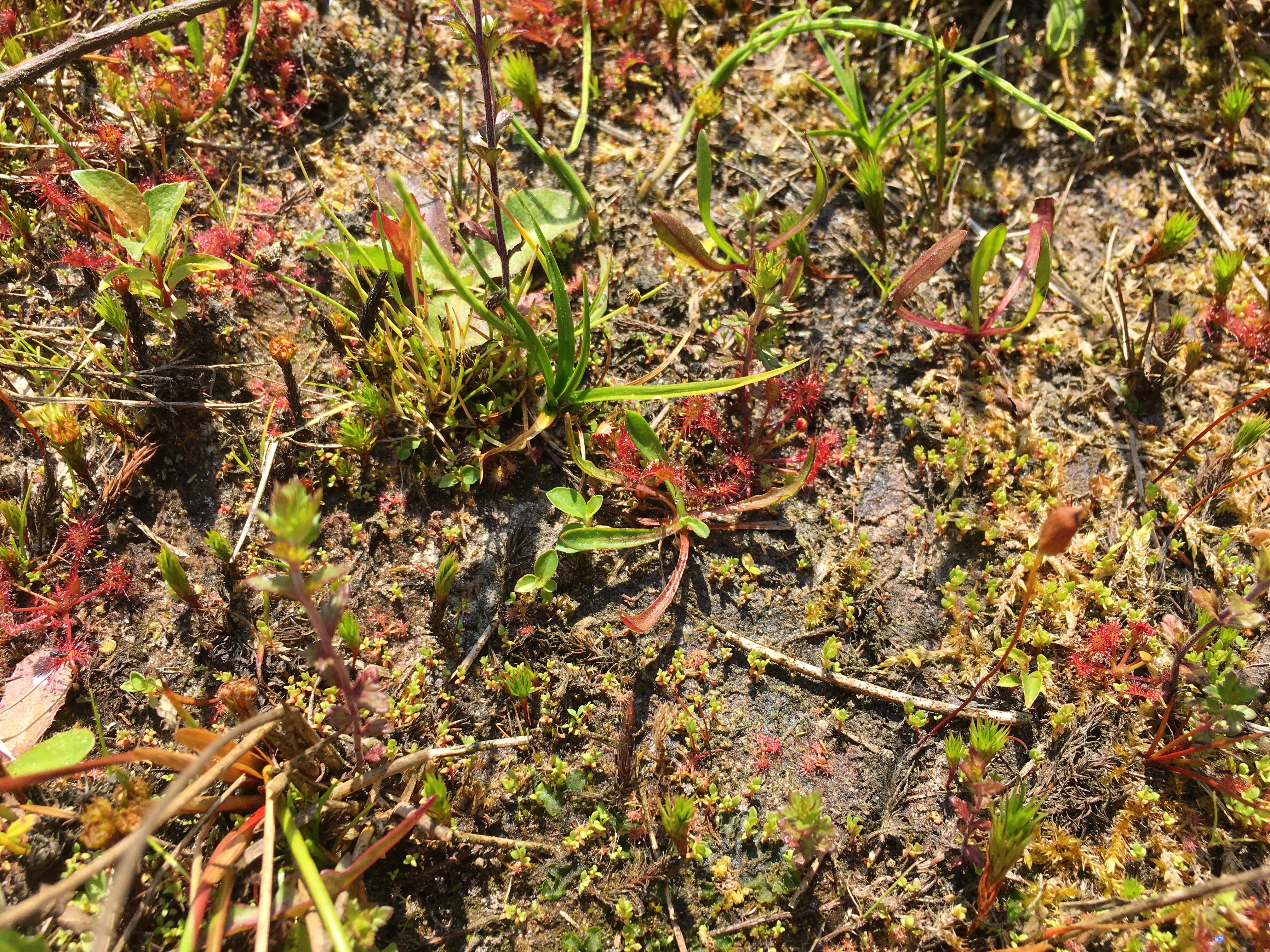
Close-up van de subassociatie met dwergbloem